# ITOS
ITOS（Interactive Tutorial Operating System）は、日本国内初の対話指導型OSでNECのオフコン用のOSである。

## 歴史
1978年9月に発売されたNEACシステム150用のOSとしてリリースされた。
システム100/システム150用のOSは、ITOS-4と呼ばれ、システム50及びシステム100/モデル40用のOSは、ITOS-1と呼ばれている。
1981年に日本語対応したITOS-1(N)がリリースされる。
1987年には、S3100シリーズ用のOSとしてITOS-4(V)がリリースされる。

## 参考情報
- NEACシステム150コンピュータ博物館